# Saint-Mards-en-Othe
Saint-Mards-en-Othe é uma comuna francesa na região administrativa de Grande Leste, no departamento de Aube. Estende-se por uma área de 31,4 km². Em 2010 a comuna tinha 650 habitantes (densidade: 20,7 hab./km²).